# Matvej Blanter

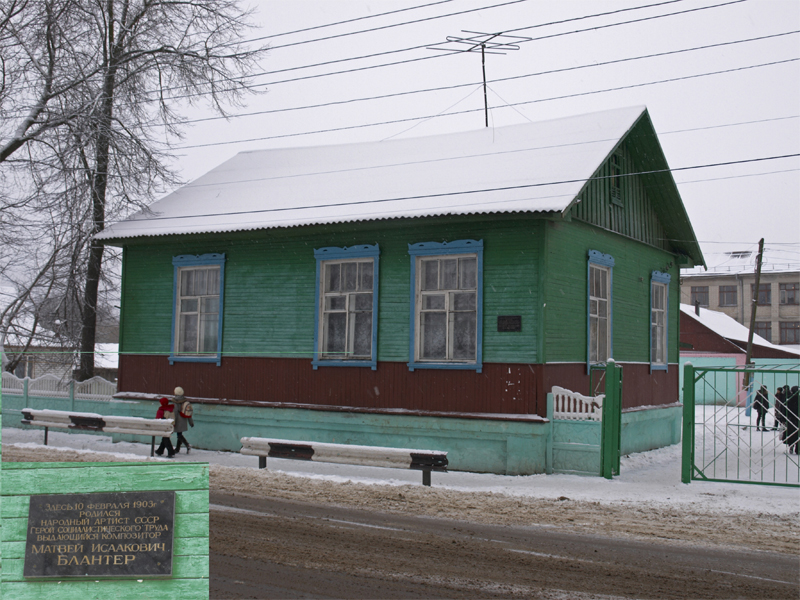
De geboorteplaats van Matvej Blanter, Potsjep

Matvej Isaakovitsj Blanter (Russisch: Матвей Исаакович Блантер) (Potsjep bij Brjansk, 10 februari 1903 - Moskou, 27 september 1990) was een Russisch (sovjet-)componist van populaire muziek.
Hij schreef meer dan 2000 liederen. Een van de meest bekende liedjes die hij schreef is Katjoesja. De teksten van zijn liederen kwamen van lyrici als Golodny, Lebedev-Koematsj, Simonov, Soerkov, Svetlov... en bij meer dan twintig liederen van Michail Isakovski. Zijn liederen worden gekenmerkt door optimisme, vrolijkheid en heldere melodie.
Blanter ontving vele onderscheidingen, waaronder die van Nationaal USSR-artiest (1975).
- Bibliothèque nationale de France: cb13957604w (data)
- Gemeinsame Normdatei: 1034396412
- International Standard Name Identifier: 0000 0000 8133 3261
- Library of Congress Control Number: nr88005441
- Nationale Bibliotheek van Letland: 000126481
- MusicBrainz: a8d8f148-4cb9-44a9-9a9c-2f8c059cf0cb
- Nationale Bibliotheek van Tsjechië: js20020805899
- Nationale Bibliotheek van Israël: 987007312537005171
- Nationale en Universitaire bibliotheek Zagreb: 000136009
- Nederlandse Thesaurus van Auteursnamen: 29691312X
- Virtual International Authority File: 54338926
- WorldCat: E39PBJfH3KfMVkDyj48kXmWJjC